# Kleomenes I.
Kleomenes I. (altgriechisch Κλεομένης Kleoménēs), der Sohn des Anaxandridas II. mit einer Nebenfrau, war ein König von Sparta aus dem Haus der Agiaden. Seine Halbbrüder waren Dorieus, Kleombrotos und Leonidas I.

## Thronbesteigung
Kleomenes war der älteste Sohn des Anaxandridas. Dennoch erhob Dorieus als ältester Sohn der Hauptfrau nach dem Tode ihres Vaters Anspruch auf die Königsherrschaft. Die Ephoren entschieden sich für Kleomenes. Deshalb verließ Dorieus Sparta und versuchte zusammen mit einer größeren Gruppe von Spartanern und anderen Griechen, eine neue Stadt an der nordafrikanischen Küste zwischen Kyrene und Karthago zu gründen. Das Unternehmen scheiterte jedoch, weshalb die Siedler nach Süditalien und Sizilien weiterzogen, wo sie von rivalisierenden phoinikischen Kolonisten vernichtet wurden.

## Kampf mit Athen
Er leitete 510 v. Chr. den Zug nach Attika, den die Spartaner, durch ein Orakel von Delphi aufgefordert, zur Vertreibung der Peisistratiden unternahmen. Da die Reformen des Kleisthenes den Spartanern nicht zusagten, rückte Kleomenes von neuem in Athen ein, vertrieb Kleisthenes und 700 weitere Familien und setzte Isagoras als Archonten und einen Rat von 300 spartanisch Gesinnten ein. Als Kleomenes sich auf die Akropolis begab und den Athenatempel betreten wollte, versuchte eine Priesterin ihn daran zu hindern, da kein Dorer den Tempel betreten dürfe. Kleomenes soll geantwortet haben: „Frau, ich bin kein Dorer, sondern ein Achaier.“
Ein Aufstand der Athener zwang 508 v. Chr. Isagoras, das attische Gebiet zu verlassen. Kleomenes sammelte hierauf ein neues Heer, weitgehend aus Bundesgenossen bestehend, und rückte 506 v. Chr. bis Eleusis vor. Er verwüstete das Land und machte auch vor dem Orgasland, dem Hain der eleusinischen Göttinnen, nicht halt. Als kurz vor der Schlacht gegen die Athener das zuvor von Kleomenes den Bundesgenossen verschwiegene Kriegsziel offenbar wurde, verließ Demaratos, der spartanische Mitkönig aus dem Hause der Eurypontiden, die Kampfreihen, auch die mit Athen befreundeten Korinther und andere Bundesgenossen zogen ab und Kleomenes war zum Rückzug gezwungen.
Kleisthenes war nach Athen zurückgekehrt und mit ihm die Demokratie. Da dies nicht die Absicht des Kleomenes war, wollte er dem Peisistratiden Hippias, den er selbst vertrieben hatte, wieder zur Macht verhelfen. Er fand hierfür jedoch keine Verbündeten.

## Krieg mit Argos
Im Jahre 494 v. Chr. landete Kleomenes mit Schiffen an der Küste der Argolis, nahe den Städten Tiryns und Nauplia. Er schlug die argivische Armee in der Schlacht bei Sepeia. Die Überlebenden flohen und verschanzten sich im heiligen Hain des Argos. Kleomenes gab vor, dass verschiedene Kämpfer freigekauft worden seien. Als diese den Hain verließen, wurden sie jedoch niedergestreckt. Als keine Argiver mehr herauskamen, ließ Kleomenes den Hain in Brand setzen, und so starben 5000 argivische Kämpfer. Nun verzichtete er aber auf die Belagerung der ihrer Streitmacht beraubten Stadt, was ihm in Sparta einen Rechtfertigungsprozess einbrachte. Seine Widersacher warfen ihm Bestechlichkeit vor. Er wurde jedoch freigesprochen. Als Begründung wurde angeführt, dass es eine Schande gewesen wäre, gegen Telesilla und die argivischen Frauen zu Felde zu ziehen. Außerdem hätte der Orakelspruch, den er erhielt und der ihm die Eroberung von Argos verhieß, nicht die Stadt, sondern den heiligen Hain gemeint. Nach Pausanias geschah dies schon gleich nach Kleomenes’ Thronbesteigung um 510 v. Chr.

## Entmachtung des Demaratos
492 v. Chr. sollte er die Ägineten, welche den Gesandten des Dareios als Zeichen ihrer Unterwerfung Erde und Wasser überreicht hatten, bestrafen. Er wollte die persischen Sympathisanten festnehmen, doch konnte er dies nicht ohne die Hilfe des Demaratos erreichen.
Aus Rache brachte er gegen diesen die Klage vor, er sei nicht der echte Sohn des Königs Ariston. Nachdem er Demaratos gesehen hatte, soll Ariston gesagt haben, er sei nicht sein Sohn. Er bestach Kobon, den Sohn des Aristophantos. Dieser überredete die Priesterin des delphischen Orakels, Perialla eine entsprechende Weissagung zu erteilen. Nun wurde Demaratos entmachtet, und Leotychidas wurde sein Nachfolger. Später floh er nach Susa zu Dareios. Als die Bestechung bekannt wurde, floh auch Kleomenes nach Thessalien.
Als er dann von Arkadien aus zum Aufstand gegen Sparta aufrief, holten ihn die Spartaner zurück, vermutlich, um ihn besser unter Kontrolle zu haben. Kleomenes I. soll kurz darauf im Wahnsinn Selbstmord verübt haben, eine Behauptung, die vielleicht seine Ermordung vertuschen sollte. Ihm folgte, da er keine männlichen Nachkommen hinterließ, sein Bruder Leonidas I., der Held der Schlacht bei den Thermopylen, nach.

## Weitere Erzählungen
Als Maiandrios nach dem Tode des Polykrates von Samos floh, kam er nach Sparta. Er wollte Kleomenes für sich gewinnen und bot ihm goldenes und silbernes Tafelgeschirr an. Kleomenes konnte dem jedoch widerstehen und ließ Maiandrios von den Ephoren des Landes verweisen, um nicht doch in Versuchung zu geraten.
Den Milesier Aristagoras, der 500 v. Chr. gegen Persien in Sparta um Hilfe bat und große Summen Geldes für dieselbe bot, wies Kleomenes, von seiner neunjährigen Tochter Gorgo gewarnt, ab.